# ان‌جی‌سی ۴۹۸۰
ان‌جی‌سی ۴۹۸۰ (انگلیسی: NGC 4980) نام یک کهکشان مارپیچی در صورت فلکی مار باریک است.